# هيرويوكي شيراي
هيرويوكي شيراي (白井 博幸) (ولد 17 يونيو 1974) هو لاعب كرة قدم ياباني، شارك في دورة الألعاب الاولمبية الصيفية عام 1996 في أتلانتا، جورجيا، الولايات المتحدة الأمريكية.

## روابط خارجية
1. ↑  "Hiroyuki Shirai Biography and Statistics". Sports Reference. مؤرشف من الأصل في 2018-06-24. اطلع عليه بتاريخ 2009-07-24.

- هيرويوكي شيراي على موقع الاتحاد الدولي (مؤرشف)  (الإنجليزية)
- هيرويوكي شيراي على موقع رابطة كرة القدم اليابانية للمحترفين (اليابانية)
- هيرويوكي شيراي على موقع قاعدة بيانات كرة القدم.إي يو (الإنجليزية)
- هيرويوكي شيراي على موقع عالم كرة القدم.نت (الإنجليزية)
- هيرويوكي شيراي على موقع أوليمبيديا (الإنجليزية)